# 綺麗珊瑚成棒隊
綺麗珊瑚成棒隊，為台灣業餘棒球甲組球隊，2011年由台東縣政府主導，台東紅珊瑚珠寶公司的贊助下成立，現任總教練為鄭幸生 。

## 簡史
台東縣為台灣棒球重點縣市，該縣出身的球員在國內外皆有優秀的成績，可是受限於軟硬體不足的困境，西部球隊常以重金挖角球員，台東縣的各級球隊長久都沒好成績。剛好棒球振興計畫的出現，政府獎勵各公私立單位成立業餘成棒球隊。台東縣長黃健庭，為了讓台東縣的子弟能留在家鄉，經過兩年，於台東紅珊瑚珠寶公司的贊助下，2011年11月10日正式成立了東部第一支以非學生球員為主體的業餘球隊－臺東縣紅珊瑚成棒隊。
該隊首任總教練由謝承勳擔任，聘請陽豐隆、羅松永兩位教練，也聘請郭泰源、呂明賜兩位資深球員擔任技術顧問，於2011年12月16日通過審核正式成為甲組球隊。
2018年，高雄綺麗珊瑚成棒隊將根據地搬遷至同有綺麗珊瑚經營據點的宜蘭縣，更名為宜蘭綺麗珊瑚成棒隊，後來在2020年初宣佈裁撤宜蘭綺麗珊瑚，合併兩隊後僅保留台東一地，並更名為綺麗珊瑚成棒隊。

## 歷屆成員
- 卸任行政：張誌顯、張宗成、何東翰、林嘉豪、蔡宇承。
- 卸任教練：陽豐隆、羅松永、高　瑋、楊清瓏、葉明煌。
- 本土投手：郭孟喜、曾健鑫、張崴勝、羅偉升、周昱志、余宗哲、連宮奇、黃梓育、吳明旭、黃佳安、
　　　　　鄭書韋、黃柏揚、黃佳明、羅嘉仁、黃佳偉、馬駿威、嚴家業、杜寅傑、陳智瑋、周　磊、
　　　　　全　祈、林耀駿、高敏靜、黃慶瑜、田治加、黃子祺、李侑恩、黃資皓、張竣龍、吳明旭、
　　　　　江信德、石弘傑、劉耀謙、李彥緯、陳正龍、增菘瑋、曾精鈺、王政浩、王駿昊。
- 本土野手：陳文治、林文傑、胡峻威、顏壯煒、柯景瀚、龔則維、楊志偉、連智淵、高　瑋、王書寰、
　　　　　林冠志、蔡旻豪、陽龍華、陳俊秀、曹祐森、李維祥、林　柱、陳文慶、曾陶鎔、王品棋、
　　　　　蔡森夫、李振堯、潘宏翔、陳彥儒、姜育龍、張力軒、李君國。
- 未登錄：
- 未到任：

## 參與賽事

### 全國成棒甲組春季聯賽
- 2012年：預賽 淘汰

### 全國城市棒球夏季對抗賽
- 2012年：亞軍

### 社會甲組棒球冬季城市巡迴賽
- 2012年：

### 爆米花夏季棒球聯盟
- 2014年：第四名

## 外部連結
- 台東綺麗珊瑚成棒隊官網 （页面存档备份，存于）
- 綺麗珊瑚成棒隊在台灣棒球維基館上的頁面（繁體中文）